# Sisyrinchium praealtum
Sisyrinchium praealtum là một loài thực vật có hoa trong họ Diên vĩ. Loài này được Kraenzl. miêu tả khoa học đầu tiên năm 1914.